# 旗標 (故事)
旗標（英語：flag）是在小說、戲劇、漫畫、動畫、模擬遊戲等作品故事中，表示事情將引發以後特定發展或狀況的用語。與伏筆具有相同的含意，但一般用來指較為單純有固定模式的表現。

## 概要
flag的用法源自電腦程式的基礎概念——旗標。在電視遊戲領域、尤其是冒險遊戲等類型中，依玩家（讀者）的選擇，故事將走向分歧路線，得到不同的結果。用來記述這些變化的便是flag。
此方式的遊戲通常依照玩家的選擇（像是往左或往右）來決定情境的岔路。若分歧是由曾經做過的選擇（幫助某人，或打招呼等）來決定的話，在程式設計時必須將「做過的選擇」紀錄下來。該紀錄的動作在程式設計用語稱為「旗標立起」，爾後決定分歧時便以旗標如果立起則進入α場景，若未立起則進入β場景。旗標不僅用在情境的分歧，也運用在埋設伏筆，令登場人物的台詞更細微變化等。
一些熱心的玩家便從登場人物的台詞、行動、演出手法來摸索（在程式內部無法得知的）旗標的狀態，推測爾後的發展以達到結局，並交換關於解析手法的情報。由於這種手法能夠有效率地進行決策樹修剪或標示里程碑，踏破多結局遊戲的所有路線，另外煽動玩家期待感的效果在，遊戲製作者方面也積極採用「容易知道和故事有關聯的」表現方式，因此成為有用的解析手法。選擇旗標成立的選項從而稱為「插旗」、「立flag」（フラグを立てる）。
相同分析手法轉用在沒有故事分歧的小說、漫畫、影像作品等，從具有特徵的表現手法推測故事未來的發展。
在旗標概念傳開之後，亦有蓄意令讀者觀眾以為旗標立起，故事卻朝不同方面展開的作品出現。這種表現出旗標立起，卻不按照模式發展的狀態，依情況與原因被稱為「倒旗」（フラグが倒れる）、「折旗」（フラグを折った）、「毀旗」（フラグ壊し）。

## 分類
由於電影與戲劇經常以登場人物的死亡引發劇情高潮，死亡旗標亦是特別被常用的代表性表現方式。其他類型是否屬於旗標，則視乎集合的歸屬程度及個人認識差異而有出入。
死亡旗標
表示以後將死亡或陷入絕望情境的旗標。如常见的「打完這場仗後，我就回老家结婚」、「能和你相遇真是太好了」、「幫我照顧我家的貓」等烏鴉嘴、一語成讖的台詞，或是角色突然回忆人生等剧情。
戀愛旗標
表示以後將發展成戀愛關係的旗標。例如「在轉角與對方相撞」、「共同度過危機」等劇情。
生存旗標
表示即使捲入可能喪命的狀況也能生還，或巧合回避該類狀況的旗標。例如遭遇「從這種高度掉下去必死無疑」的懸崖，但隨後卻因為某個巧合而奇蹟生還。
重逢旗標
偶然遇見的不重要人物，在而后成為故事的重要人物再次登場。
分歧旗標
表示故事上重大分歧的旗標。例如是否接受意中人的告白、或是否殺死某個可能報仇的敵人。
戰敗旗標
與死亡旗標類似，表示即將在某次戰鬥中戰敗的旗標。例如使用「巨大化」、「與怪物融合」等招式。
其他任何能夠推測故事發展的表現都可能被視為旗標。

## 相關項目
- 旗標
- 信號標
- 定型角色
- 故事類型
- 誤導
- 如果折断她的旗 - 以旗标为故事卖点的轻小说及其改编动画。

## 外部連結
- フラグ - YOMIURI ONLINE モニ太のデジタル辞典 （页面存档备份，存于）
- 死亡フラグ - KomicaWiki （页面存档备份，存于）